# Hashim
Hashim, auch Hachim oder Haschim (arabisch هاشم, DMG Hāšim), ist ein arabischer männlicher Vorname und Familienname.

## Namensträger

### Vorname
- Hansen Hashim Clarke (* 1957), US-amerikanischer Politiker
- Omar Hashim Epps (* 1973), US-amerikanischer Schauspieler und Musiker
- Mohammad Haschim Maiwandwal (1920–1973), afghanischer Politiker und Journalist
- Hashim Thaçi (* 1968), kosovo-albanischer Politiker
- Hāschim ibn ʿAbd Manāf, Urgroßvater des Propheten Mohammed und Stammvater der Haschimiten

### Familienname
- Fatimah Hashim (1924–2010), malaysische  Politikerin
- Fozia Hashim (* 1956), eritreische Juristin, Richterin und Oberste Richterin des High Court of Eritrea
- Ihab Jabbar Hashim (* 1993), irakischer Leichtathlet
- Junaidi Hashim (* 1982), singapurischer Radrennfahrer
- Khamis Hashim († 1986), bruneiischer Adliger und Politiker
- Michael Hashim (* 1956), US-amerikanischer Jazz-Saxophonist, Komponist und Bandleader
- Mouna Hachim (* 1967), marokkanische Schriftstellerin
- Muhammad Hafiz Hashim (* 1982), malaysischer Badmintonspieler
- Roslin Hashim (* 1975), malaysischer Badmintonspieler
- Sardar Mohammed Haschim Khan (1884–1953), afghanischer Politiker und Premierminister (1929–1946)